# 巨大企業

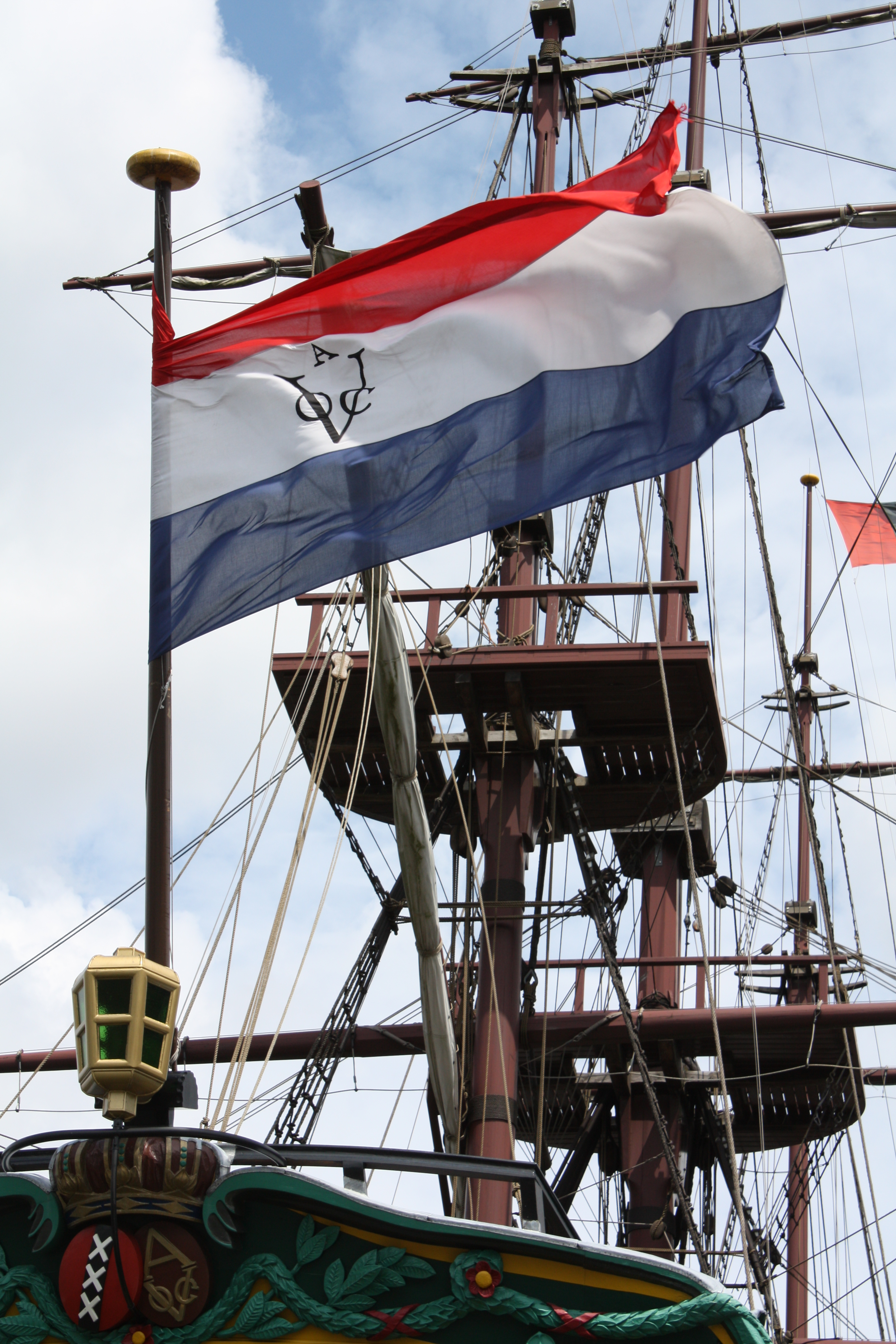
オランダ東インド会社/連合東インド会社（VOC）のインディアマンのレプリカ。オランダ東インド会社は、世界初の真の多国籍企業（トランスナショナル・コーポレーション）と考えられている 。また、VOCはグローバル企業の先駆的な初期モデルであり、歴史的な大陸横断型企業国家の典型でもあった。多くの点で、VOCはメガコーポレーションの最初の歴史的モデルの可能性がある 。ただし、実際には、純粋な貿易会社や海運会社というよりは、複合企業の原型ともいえるものであった。

巨大企業（Megacorporation、mega-corporation、またはmegacorp）は、アルフレッド・アイヒナーによる造語であるが、ウィリアム・ギブスンによって広められた言葉であり、接頭辞mega-とcorporationの組み合わせに由来する。サイバーパンクの分野では広く使われている。この用語は、シンジケート、グローバリスト、トランスナショナル・キャピタルと同義である。巨大なコングロマリット（通常は民間企業）であり、複数の市場を独占または独占に近い形で支配している企業（たいていは架空の企業）を指す（そのため、横断的な独占と縦方向の独占の両方を示している）。メガコープは非常に強力で、政府の法律よりも上位に位置し、重武装した（しばしば軍隊規模の）私設軍隊を保有し、民営化された警察を運営し、「主権」のある領土を保持し、さらには完全な政府として機能する。また、従業員に対しても大きな支配力を行使し、「企業文化」という概念を極限まで高めている。このような組織は、サイバーパンク以前にも、フィリップ・K・ディック（『アンドロイドは電気羊の夢を見るか?』、1968年）、テア・フォン・ハルボウ（『メトロポリス』、1927年）、ロバート・A・ハインライン（『銀河市民』、1957年）、ロバート・アスプリン（『冷現金戦争』、1977年）、アンドレ・ノートン（『太陽の女王』小説）などのSF作品に登場している。1977年に発売されたSFロールプレイングゲーム「トラベラー」では、この言葉が明示的に使用されており、ギブソンが使用するよりも前から使われている。

## 実際の例
この用語（Megacorporation）自体はSFから生まれたものだが、植民地時代の勅許会社や財閥など、実在の企業の中にもさまざまな形でメガコーポレーション/巨大企業の地位を獲得したり、それに近づいたりしたものがある。例えば、私企業であるオランダ東インド会社は、40隻の軍艦を運用し、1万人の私兵を擁して、遠く離れた香辛料貿易の拠点となる国々を監視していた。一方、イギリス東インド会社は、会社が解散してその領土が大英帝国に吸収されるまでの19世紀半ば、大規模な植民地帝国を支配し、30万人の常備軍を維持していた。ハドソン湾会社は、北米大陸の15％を占めるルパート・ランドと呼ばれる領土を法的に支配し、貿易を独占していた世界最大の土地所有者であった。
現在、多くの国では競争法（独占禁止法）を制定し、実際の企業が巨大企業のような性質を持たないようにしている。一方、国によっては、重要な産業を保護するために、通常は国有企業である1社のみが事業を行うことを義務付けている場合もある。例えば、サウジアラビアでは、政府の収入の大半を巨大企業であるサウジアラムコが占めている。

## 参照
- 企業城下町
- コーポレート共和国（英語版）
- 企業戦争
- 企業支配政治（英語版）
- 財閥
- 悪の企業
- 系列
- 大企業のリスト（英語版）
- 寡頭制
- 金権政治